# Wereldkampioenschappen bobsleeën 2007
De wereldkampioenschappen bobsleeën in 2007 werden gehouden in het Zwitserse Sankt Moritz van 24 januari tot en met 4 februari. Het was het 57e kampioenschap en voor de 21e keer werd het gehouden in Sankt Moritz. Tegelijkertijd werden er ook de wereldkampioenschappen skeleton afgewerkt. Voor het eerst stonden vier bobslee-evenementen op het programma door de toevoeging van een gecombineerd onderdeel bobslee/skeleton. Bij dit onderdeel worden de tijden van een run skeleton mannen, skeleton vrouwen, tweemansbob mannen en tweemansbob vrouwen bij elkaar opgeteld.

## Mannen

### Tweemansbob
| Plaats | Team   | Bobbers                             | Tijd     |
| ------ | ------ | ----------------------------------- | -------- |
| 1      | GER I  | André Lange Kevin Kuske             | 4.26,62  |
| 2      | SUI I  | Ivo Rüegg Tommy Herzog              | + 0,19 s |
| 3      | ITA I  | Simone Bertazzo Samuele Romanini    | + 0,66 s |
| 4      | USA I  | Steven Holcomb Brock Kreitzburg     | + 0,88 s |
| 5      | SUI II | Daniel Schmid Thomas Lamparter      | + 0,99 s |
| 5      | AUT I  | Wolfgang Stampfer Martin Lachkovics | + 1,53 s |

Datum: 28 januari 2007

### Viermansbob
| Plaats | Team  | Bobbers                                                              | Tijd        |
| ------ | ----- | -------------------------------------------------------------------- | ----------- |
| 1      | SUI I | Ivo Rüegg Thomas Lamparter Beat Hefti Cédric Grand                   | 4.20,86 min |
| 2      | CAN I | Pierre Lueders Ken Kotyk David Bissett Lascelles Brown               | + 0,23 s    |
| 3      | GER I | André Lange René Hoppe Kevin Kuske Martin Putze                      | + 0,24 s    |
| 4      | USA I | Steven Holcomb Brock Kreitzburg Pavle Jovanovic Steve Mesler         | + 0,26 s    |
| 5      | GBR I | Lee Johnston Steven Smith Allyn Condon Dan Money                     | + 0,77 s    |
| 5      | RUS I | Jevgeni Popov Roman Oretsjnikov Dmitri Troenenkov Dmitri Stepoesjkin | + 0,94 s    |

Datum: 4 februari 2007

## Vrouwen

### Tweemansbob
| Plaats | Team    | Bobbers                                   | Tijd        |
| ------ | ------- | ----------------------------------------- | ----------- |
| 1      | GER II  | Sandra Kiriasis Romy Logsch               | 4:33,84 min |
| 2      | GER I   | Cathleen Martini Janine Tischer           | + 2,05 s    |
| 3      | USA I   | Shauna Rohbock Valerie Fleming            | + 2,43 s    |
| 4      | GER III | Susi Erdmann Anja Schneiderheinze-Stöckel | + 2,57 s    |
| 5      | SUI I   | Maya Bamert Anne Dietrich                 | + 2,75 s    |
| 6      | CAN I   | Helen Upperton Jennifer Ciochetti         | + 2,96 s    |

Datum: 3 februari 2007

## Combinatie
| Plaats | Team | Bobbers | Tijd        |
| ------ | ---- | --- | ----------- |
| 1      | GER  | Tweemansbob mannen Karl Angerer, Marc Kühne Tweemansbob vrouwen Sandra Kiriasis, Berit Wiacker Skeleton Frank Kleber, Monique Riekewald                          | 4:43,04 min |
| 2      | USA  | Tweemansbob mannen Mike Kohn, Curtis Tomasevicz Tweemansbob vrouwen Erin Pac, Emily Azevedo Skeleton Eric Bernotas, Noelle Pikus-Pace                            | + 0,17 s    |
| 3      | SUI  | Tweemansbob mannen Ivo Rüegg, Thomas Lamparter Tweemansbob vrouwen Sabina Hafner, Katharina Sutter Skeleton Gregor Stähli, Maya Pedersen-Bieri                   | + 0,68 s    |
| 4      | CAN  | Tweemansbob mannen Lyndon Rush, Rob Gray Tweemansbob vrouwen Amanda Stepenko, Amanda Stepenko Skeleton Paul Boehm, Amy Gough                                     | + 2,14 s    |
| 5      | RUS  | Tweemansbob mannen Dimitri Abramowitsch, Alexei Andrynin Tweemansbob vrouwen Alewtina Kowalenko, Jana Winogodowa Skeleton Sergei Tschudinow, Jekaterina Mironowa | + 3,58 s    |
| 6      | LAT  | Tweemansbob mannen Dimitri Abramowitsch, Alexei Andrynin Tweemansbob vrouwen Aiva Aparjode, Anita Kozica Skeleton Mihails Arhipovs, Intars Dambis                | + 4,76 s    |
| 7      | ITA  | Tweemansbob mannen Andreas Mayrl, Matteo Torchio Tweemansbob vrouwen Jessica Gillarduzzi, Carola Mellano Skeleton David Mair, Teresita Bramante                  | +9.91       |

Datum: 1 februari 2007
Voor het eerst stond dit onderdeel op het programma. Negen teams deden mee. Eerst gingen de mannelijke skeletonracer van start, vervolgens de vrouwenbob, de vrouwelijke skeletonracester en tot slot de mannenbob. De afzonderlijke tijden werden bij elkaar opgeteld. Oostenrijk eindigde de race niet omdat hun skeletonracester zich terugtrok.
Datum: 1 februari 2007
Voor het eerst stond dit onderdeel op het programma. Negen teams deden mee. Eerst gingen de mannelijke skeletonner van start, vervolgens de vrouwenbob, de vrouwelijke skeletonster en tot slot de mannenbob. De afzonderlijke tijden werden bij elkaar opgeteld.

## Medailleklassement
| Plaats | Land             | Goud | Zilver | Brons | Totaal |
| ------ | ---------------- | ---- | ------ | ----- | ------ |
| 1      | Duitsland        | 3    | 1      | 1     | 5      |
| 2      | Zwitserland      | 1    | 1      | 1     | 3      |
| 3      | Verenigde Staten | -    | 1      | 1     | 2      |
| 4      | Canada           | -    | 1      | -     | 1      |
| 5      | Italië           | -    | -      | 1     | 1      |